# Base antarctique Belgrano I
La base antarctique Belgrano I est une ancienne station de recherche argentine située en Antarctique. 

## Histoire
La station a été nommée en l'honneur de Manuel Belgrano. En 1955, le général Hernan Pujato fonda la première base Belgrano, qui est restée pendant de nombreuses années la base la plus au sud.
En raison de problèmes de sécurité en raison de sa construction sur de la glace de plus en plus instable, ce qui a mis en danger le personnel et l'équipement. Le 5 février 1979, la base Belgrano II a été ouverte en remplacement de la base précédente. Une troisième base, Belgrano III (en) a fonctionné de 1980 à 1984, mais Belgrano II est la seule encore en activité.